# Dayus formosus
Dayus formosus är en insektsart som beskrevs av Irena Dworakowska och Chandrasekhara A. Viraktamath 1978. Dayus formosus ingår i släktet Dayus och familjen dvärgstritar. Inga underarter finns listade i Catalogue of Life.